# ستيفاني أوسوليفان
ستيفاني أوسوليفان (بالإنجليزية: Stephanie O'Sullivan)‏ هي ضابطة استخبارات أمريكية، ولدت في 3 أكتوبر 1959 في كاب جيراردو في الولايات المتحدة.